# Kenny Lübcke
Kenny Lübcke (20. juni 1966 i København) er en dansk sanger kendt fra Dansk Melodi Grand Prix, hvor han i 1992 vandt med duetten "Alt det som ingen ser" med Lotte Feder. Ved den internationale finale blev sangen nr. 12.
Op gennem 90'erne medvirkede han bl.a. som korsanger på udgivelser med Rockers By Choice, Bamses Venner, Kandis, Michael Learns to Rock, Sanne Salomonsen, og Birthe Kjær.
Han deltog ved Dansk Melodi Grand Prix igen i 2001 med sangen Drømmer om dig. Han har dog udover at medvirke som solist selv, også medvirket et hav af gange som korsanger.
Musikalsk har Kenny Lübcke i højere grad sunget heavy metal, i en række forskellige bands gennem årene.
Senest, har han lagt vokal til Bähncke-reklamefilmene i 2013, Smager så fuglene synger.